# Mauro Galvano
Mauro Galvano (né le 30 mars 1964 à Fiumicino, Latium) est un boxeur italien.

## Biographie
Passé professionnel en 1986, Mauro Galvano devient successivement champion d'Europe EBU des poids super-moyens le 31 mars 1990 puis champion du monde WBC de la catégorie le 15 décembre 1990 après sa victoire aux points contre Dario Walter Matteoni. 
Il perd son titre le 3 octobre 1992 face à Nigel Benn ainsi que le combat revanche et met un terme à sa carrière en 1997 sur un bilan de 30 victoires, 8 défaites et 2 matchs nuls.